# Estación Paloma
Paloma fue una estación ferroviaria correspondiente al Longitudinal Norte ubicada en la comuna de Ovalle, en la Región de Coquimbo, Chile. Esta estación fue parte de la extensión del ferrocarril desde la Estación Ovalle hasta esta estación. Posteriormente fue cabecera del ramal Paloma-Juntas, y que debido a la construcción de una represa se modificó su ruta. Actualmente la estación no presta servicios.

## Historia
Originalmente, esta estación es parte de la construcción del segmento de ferrocarril entre la estación Ovalle y esta estación; la obras fueron entregadas en 1896.
Posteriormente la estación Paloma fue parte de la construcción inicial de segmentos del Longitudinal Norte, en particular, de la sección de ferrocarril que iniciaba en la estación San Marcos y terminaba en esta estación a través de un ferrocarril que inició sus obras en 1889 y las terminó en 1896. Sin embargo, la extensión completa fue inaugurada en 1911, debido a que este segmento del ferrocarril fue entregado al estado chileno inconcluso.
Con la construcción de la Estación Paloma en 1911, en 1912 se procede a la construcción del ramal Paloma-Juntas que se dirigía hacia el este, por el costado del río Guatulame; este ramal es finalizado en 1915.
La construcción del embalse La Paloma que inició en 1959 y se extendió durante la década de 1960 y la posterior inundación del sector generó que el trazado fuera trasladado hacia el oriente junto con la estación de ferrocarriles, a la vez que la vía férrea fue trazada hacia el norte bordeando la represa a través de Monte Patria; esto implicó que parte del ramal Paloma-Juntas pasó a ser parte del Longitudinal Norte, y la sección de vía entre Paloma-Guanillo-El Palqui fuera suprimido y levantado.
En mapas de 1960 la estación Paloma ya no aparece como parte de la red Norte de Ferrocarriles del Estado, mientras que fue suprimida oficialmente mediante decreto del 11 de julio de 1967.